# Lễ thượng cờ ở quảng trường Ba Đình
Lễ thượng cờ ở quảng trường Ba Đình là một nghi lễ cấp quốc gia của Việt Nam, được thực hiện vào mỗi 6 giờ sáng trước lăng Chủ tịch Hồ Chí Minh ở Hà Nội. Ý tưởng thực hiện nghi lễ trên quảng trường do Bộ Tư lệnh bảo vệ Lăng Chủ tịch Hồ Chí Minh đề xuất và được Chính phủ phê duyệt vào dịp kỷ niệm 111 năm ngày sinh Bác Hồ. Đoàn 275 - đơn vị đặc trách nhiệm vụ về nghi lễ, nghi thức của Bộ Tư lệnh bảo vệ lăng - được giao thực hiện nhiệm vụ này.

## Nghi thức
Đoàn thượng cờ khởi hành từ phía sau lăng Chủ tịch Hồ Chí Minh. Dẫn đầu đoàn thượng cờ là quân kỳ Quyết thắng. Kế đến là đội tiêu binh với 34 người, tượng trưng cho 34 chiến sĩ đầu tiên của Đội Việt Nam tuyên truyền giải phóng quân. Đoàn đi một vòng ra phía trước theo tiếng nhạc của ca khúc 'Tiến bước dưới quân kỳ' để đến chân cột cờ
3 chiến sĩ đội hồng kỳ tiến lên phía cột cờ chuẩn bị các nghi thức thượng cờ, cũng là lúc cửa của lăng chủ tịch bắt đầu mở. Sau khi có hiệu lệnh, lá cờ được tung ra và bay lên theo tiếng Quốc ca. Lá cờ được kéo lên trên đỉnh của cột cờ cao 29 mét phía trước lăng chủ tịch.
Sau lễ thượng cờ, đội tiêu binh đi một vòng trước cửa lăng và kết thúc nghi lễ. 21 giờ hàng ngày, lễ hạ cờ với nghi thức tương tự sẽ được diễn ra.